# هيبانا (مسلسل)
هيبانا أو شرارة (باليابانية: 火花) مسلسل ياباني مبني على رواية الكاتب ناكوي ماتايوشي بنفس العنوان، بطولة كينتو هاياشي وكازوكي ناميوكا، عرض على نتفليكس في 2 يونيو، 2016.

## القصة
توكوناغا مؤدي ترفيهي يحاول النجاح يلتقي بلقاء حاسم مع مؤدٍ ترفيهي أقدم يدعى كاميا في مهرجان للالعاب النارية في اتامي، محافظة شيزوكا، ويطلب منه أن يكون تلميذه. كاميا عبقري ذو لمسة إنسانية. يوافق على شرط أن يكتب تاكوناغا سيرته الذاتية. يلتقي كاميا بتوكوناغا باستمرار فاتحا قلبه له محاولاً نقل معرفته الخاصة عن فلسفته بالكوميديا الارتجالية. مع ذلك السبيل الذي سوف يسلكه كلاهما مختلف تماماً. هذه قصة الصداقة والمعاناة بين مؤديان كومديان يحاولان النجاح في عالم الترفيه التنافسي.

## الممثلين والشخصيات
- كينتو هاياشي بدور توكوناغا
- كازوكي ناميوكا بدور كاميا

## وصلات خارجية
- هيبانا على موقع IMDb (الإنجليزية)
- هيبانا على موقع روتن توميتوز (الإنجليزية)
- هيبانا على موقع نتفليكس (الإنجليزية)
- هيبانا على موقع فيلمافينيتي (الإسبانية)
- هيبانا على موقع ليتربوكسد (الإنجليزية)
- هيبانا على موقع كينوبويسك (الروسية)
- هيبانا على موقع قاعدة بيانات الفيلم (الإنجليزية)